# اتصالات جيبوتي
اتصالات جيبوتي ( شركة جيبوتي للاتصالات ) هي شركة احتكار الاتصالات السلكية واللاسلكية التي تديرها الحكومة في جيبوتي ، جيبوتي . توفر خدمات الهاتف الثابت والمحمول والإنترنت لعامة الناس. وللشركة مكاتبها الرئيسية ومنافذ البيع في العاصمة الوطنية. في أواخر عام 2013، كشفت الشركة أخيرًا عن خدمة جيل ثالث (3G) في جميع أنحاء البلاد، واعتبارًا من عام 2017 كشفت عن خدمة جيل رابع (4G+) . تركز عروض الإنترنت الرئيسية للشركة للإنترنت في جميع أنحاء البلاد حاليًا بشكل خاص على خدمة خط المشترك الرقمي غير المتناظر (ADSL) .

## أنظر أيضاً
- الاتصالات في جيبوتي
- بريد جيبوتي

## روابط خارجية
- (بالفرنسية) Djibouti Telecom official site
- (بالفرنسية والإنجليزية) Djibouti Online Phonebook
- (بالفرنسية والإنجليزية) Djibouti Telecom page at Djibouti Phonebook